# Liste der Kulturdenkmale in Wernsdorf (Glauchau)
Die Liste der Kulturdenkmale in Wernsdorf (Glauchau) enthält die in der amtlichen Denkmalliste des Landesamtes für Denkmalpflege Sachsen ausgewiesenen Kulturdenkmale im Glauchauer Ortsteil Wernsdorf.

## Legende
- Bild: Bild des Kulturdenkmals, ggf. zusätzlich mit einem Link zu weiteren Fotos des Kulturdenkmals im Medienarchiv Wikimedia Commons. Wenn man auf das Kamerasymbol klickt, können Fotos zu Kulturdenkmalen aus dieser Liste hochgeladen werden:
- Bezeichnung: Denkmalgeschützte Objekte und ggf. Bauwerksname des Kulturdenkmals
- Lage: Straßenname und Hausnummer oder Flurstücknummer des Kulturdenkmals. Die Grundsortierung der Liste erfolgt nach dieser Adresse. Der Link (Karte) führt zu verschiedenen Kartendiensten mit der Position des Kulturdenkmals. Fehlt dieser Link, wurden die Koordinaten noch nicht eingetragen. Sind diese bekannt, können sie über ein Tool mit einer Kartenansicht einfach nachgetragen werden. In dieser Kartenansicht sind Kulturdenkmale ohne Koordinaten mit einem roten bzw. orangen Marker dargestellt und können durch Verschieben auf die richtige Position in der Karte mit Koordinaten versehen werden. Kulturdenkmale ohne Bild sind an einem blauen bzw. roten Marker erkennbar.
- Datierung: Baubeginn, Fertigstellung, Datum der Erstnennung oder grobe zeitliche Einordnung entsprechend des Eintrags in der sächsischen Denkmaldatenbank
- Beschreibung: Kurzcharakteristik des Kulturdenkmals entsprechend des Eintrags in der sächsischen Denkmaldatenbank, ggf. ergänzt durch die dort nur selten veröffentlichten Erfassungstexte oder zusätzliche Informationen
- ID: Vom Landesamt für Denkmalpflege Sachsen vergebene, das Kulturdenkmal eindeutig identifizierende Objekt-Nummer. Der Link führt zum PDF-Denkmaldokument des Landesamtes für Denkmalpflege Sachsen. Bei ehemaligen Kulturdenkmalen können die Objektnummern unbekannt sein und deshalb fehlen bzw. die Links von aus der Datenbank entfernten Objektnummern ins Leere führen. Ein ggf. vorhandenes Icon  führt zu den Angaben des Kulturdenkmals bei Wikidata.

## Wernsdorf
| Bild                                    | Bezeichnung | Lage                          | Datierung                 | Beschreibung | ID       |
| --------------------------------------- | --- | ----------------------------- | ------------------------- | --- | -------- |
| Direkt Bild zu diesem Denkmal hochladen | Zwei Seitengebäude eines Vierseithofes                                                                                           | Am Scheibenbusch 3 (Karte)    | um 1800                   | Baugeschichtlich und wirtschaftsgeschichtlich von Bedeutung, mit Fachwerk-Obergeschoss. Erdgeschoss massiv mit Veränderungen, Obergeschoss Fachwerk. | 09242661 |
| Direkt Bild zu diesem Denkmal hochladen | Wohnhaus und Seitengebäude eines Bauernhofes                                                                                     | Am Scheibenbusch 19 (Karte)   | um 1800                   | Baugeschichtlich und sozialgeschichtlich von Bedeutung, Kleinbauernhof. Frackdach durch traufseitige Erweiterung am Wohnhaus, beide Satteldächer. | 09242662 |
| Direkt Bild zu diesem Denkmal hochladen | Scheune und angebautes Seitengebäude eines Bauernhofes                                                                           | Feldstraße 7 (Karte)          | um 1900                   | Baugeschichtlich und wirtschaftsgeschichtlich von Bedeutung, Fachwerkbauten, Seitengebäude mit seltener Oberlaube. Seitengebäude: verändertes Erdgeschoss, Oberlaube zugesetzt. | 09242663 |
| Direkt Bild zu diesem Denkmal hochladen | Seitengebäude (Torhaus) und Stallgebäude eines Vierseithofes                                                                     | Hofauweg 1 (Karte)            | 1. Hälfte 19. Jahrhundert | Baugeschichtlich und wirtschaftsgeschichtlich von Bedeutung, ortsbildprägende Lage. | 09242665 |
| Direkt Bild zu diesem Denkmal hochladen | Stallgebäude (mit Oberlaube) eines ehemaligen Vierseithofes                                                                      | Hofauweg 3 (Karte)            | um 1830                   | Baugeschichtlich und wirtschaftsgeschichtlich von Bedeutung, mit seltener Oberlaube. 20-jochige Oberlaube. | 09242666 |
| Direkt Bild zu diesem Denkmal hochladen | Wohnhaus | Hofauweg 5 (Karte)            | 2. Hälfte 18. Jahrhundert | Baugeschichtlich von Bedeutung, mit Fachwerk-Obergeschoss (verputzt). Obergeschoss Fachwerk verputzt, ein zu großes Fenster im Obergeschoss, Schwelle mit Schiffchenkehlen. | 09242667 |
| Direkt Bild zu diesem Denkmal hochladen | Wohnstallhaus und Stallgebäude (Torhaus) eines Vierseithofes                                                                     | Hofauweg 6; 6c (Karte)        | 2. Hälfte 19. Jahrhundert | Baugeschichtlich und wirtschaftsgeschichtlich von Bedeutung. Wohnhaus: massiv | 09242668 |
| Direkt Bild zu diesem Denkmal hochladen | Wohnhaus | Muldenstraße 3 (Karte)        | um 1800                   | Baugeschichtlich von Bedeutung, mit Fachwerk-Obergeschoss, ortsbildprägende Lage. Fachwerk Obergeschoss, Erdgeschoss massiv, Satteldach. | 09242682 |
| Direkt Bild zu diesem Denkmal hochladen | Wohnhaus (Umgebindehaus) | Muldenstraße 4 (Karte)        | Ende 18. Jahrhundert      | Baugeschichtlich von Bedeutung, für die Region seltenes Umgebindehaus. Mit Umgebinde, gezapften Knaggen, Giebeldreieck verbrettert mit Anbau. | 09242683 |
| Direkt Bild zu diesem Denkmal hochladen | Seitengebäude (Torhaus mit Oberlaube), Stallgebäude (mit Oberlaube) und Scheune eines Vierseithofes                              | Muldenstraße 5 (Karte)        | um 1800                   | Baugeschichtlich und wirtschaftsgeschichtlich von Bedeutung, geschlossen erhaltener Vierseithof, Fachwerk-Ensemble, selten: zwei Wirtschaftsgebäude mit Oberlaube. - Stall: Fünfjochige Oberlaube, gezapfte Knaggen, - Torhaus: Mit Oberlaube 14-jochig, teilweise über Tordurchfahrt, Erdgeschoss massiv. | 09242684 |
| Weitere Bilder                          | Kirche mit Ausstattung sowie Kriegerdenkmal für die Gefallenen des Ersten Weltkrieges und Sowjetisches Ehrenmal auf dem Kirchhof | Schulweg (Karte)              | um 1420                   | Baugeschichtlich, ortsgeschichtlich und ortsbildprägend von Bedeutung. Ursprünglich spätgotische Saalkirche, im 18. Jahrhundert barock überformt. Altar mit Figuren von Moses und Aaron, 1786, - Kirche: Eingezogener dreiseitig geschlossener Chor mit Strebepfeilern um 1420, Schiff mit schlichter Stuckdecke, allseitig umlaufenden Emporen 1786, 1959 restauriert, Dachreiter, mit Kanzelaltar, Taufschale, Taufkanne, Abendmahlkanne sowie zwei Kelchen und einem weiteren Kelch: zwei Kelche von 1634, Taufschale von 1734, Taufkanne von 1751, Abendmahlkanne von 1838. - Sowjetisches Ehrenmal: In einem Gemeinschaftsgrab ruhen sechs Kriegsgefangene und Zwangsarbeiter. Auf einem flachen Sockel gegliederte Gedenkmauer. Im Sockel die Namen der Toten. Der linke Teil der Gedenkmauer ungleich von oben verbreitert, im unteren Drittel stilisierte Flammen, im oberen Drittel Sowjetstern mit Hammer und Sichel vorgesetzt. Im rechten, flachen Teil ehrender Text. Material: Beton, Höhe insgesamt rund drei Meter, errichtet: 1. – gleich nach 1945; 2. – 1965. | 09242660 |
| Weitere Bilder                          | Wohnstallhaus und Seitengebäude (mit Oberlaube) des Pfarrhofes                                                                   | Schulweg 4 (Karte)            | 1. Hälfte 19. Jahrhundert | baugeschichtlich und ortsgeschichtlich von Bedeutung, Seitengebäude mit seltener Oberlaube. Vierjochige Oberlaube. | 09242685 |
| Direkt Bild zu diesem Denkmal hochladen | Wohnstallhaus eines ehemaligen Vierseithofes                                                                                     | Talgasse 11 (Karte)           | um 1810                   | Baugeschichtlich von Bedeutung, Fachwerkhaus ehemals mit für die Region seltenem Umgebinde. Im Erdgeschoss Reste Umgebinde, Obergeschoss Fachwerk, Bauernhof bildet Vierseithof mit Feldstraße 7b. | 09242686 |
| Direkt Bild zu diesem Denkmal hochladen | Häuslerhaus | Voigtlaider Straße 2 (Karte)  | um 1800                   | Baugeschichtlich und sozialgeschichtlich von Bedeutung, mit Fachwerk-Obergeschoss. Fachwerk Obergeschoss, Erdgeschoss massiv. | 09242669 |
| Direkt Bild zu diesem Denkmal hochladen | Häuslerhaus | Voigtlaider Straße 23 (Karte) | um 1800                   | Baugeschichtlich und sozialgeschichtlich von Bedeutung, mit Fachwerk-Obergeschoss. | 09242671 |
| Direkt Bild zu diesem Denkmal hochladen | Stallgebäude (mit Oberlaube) und Scheune eines ehemaligen Vierseithofes                                                          | Voigtlaider Straße 30 (Karte) | um 1800                   | Baugeschichtlich und wirtschaftsgeschichtlich von Bedeutung, Fachwerkbauten, Seitengebäude mit seltener Oberlaube. Stall: dreijochige Oberlaube mit gezapften Knaggen, Scheune: Kniestock, aufgestockt zweiter Hälfte 19. Jahrhundert. | 09242672 |
| Direkt Bild zu diesem Denkmal hochladen | Wohnstallhaus, Scheune und Stallgebäude eines Vierseithofes sowie Brücke als Hofzufahrt                                          | Voigtlaider Straße 32 (Karte) | 1. Hälfte 18. Jahrhundert | Baugeschichtlich und wirtschaftsgeschichtlich von Bedeutung, weitgehend geschlossen erhaltenes Ensemble von Fachwerkbauten. - Wohnstallhaus: Ehemaliges Umgebindehaus, - Wohnhaus: Mit Blattsassen, ursprünglich Umgebinde, Obergeschoss Fachwerk mit gezapften Streben, Giebel verschiefert, Satteldach, - Scheune: Blattsassen und gezapfte Streben, - Stall: Erdgeschoss massiv, Obergeschoss Fachwerk, Steinbrücke als Hofzufahrt. | 09242673 |
| Direkt Bild zu diesem Denkmal hochladen | Wohnstallhaus, Stallgebäude und Seitengebäude (Torhaus) eines Vierseithofes                                                      | Voigtlaider Straße 33 (Karte) | um 1800                   | Baugeschichtlich und wirtschaftsgeschichtlich von Bedeutung, Fachwerkbauten. Wohnhaus: Fachwerk Obergeschoss mit Tür, Erdgeschoss massiv, Torhaus: Türgewände datiert „1842“ – eventuell Zeit des Unterfahrens, eventuell auch Bauzeit. | 09242674 |
| Direkt Bild zu diesem Denkmal hochladen | Scheune, Stallgebäude und Seitengebäude (mit ehemaliger Oberlaube) eines Bauernhofes                                             | Voigtlaider Straße 34 (Karte) | 1. Hälfte 18. Jahrhundert | Baugeschichtlich und wirtschaftsgeschichtlich von Bedeutung, Fachwerkbauten mit altertümlicher Konstruktion. - Stall: Zehnjochige Oberlaube mit geblatteten Kopfbändern, - Scheune: Gezapfte Holzverbindungen, - Zweiter Stall: Ebenfalls geblattete Kopfbänder, Erdgeschoss massiv, zu große Fenster, Garageneinbau, - Ehemaliges Torhaus: auch geblattete Streben, - Scheune: Kniestock. | 09242675 |
| Direkt Bild zu diesem Denkmal hochladen | Scheune eines ehemaligen Bauernhofes                                                                                             | Voigtlaider Straße 37 (Karte) | um 1900                   | Baugeschichtlich und wirtschaftsgeschichtlich von Bedeutung. | 09242676 |
| Direkt Bild zu diesem Denkmal hochladen | Scheune und Stallgebäude eines Vierseithofes                                                                                     | Voigtlaider Straße 39 (Karte) | um 1800                   | Baugeschichtlich und wirtschaftsgeschichtlich von Bedeutung, Fachwerkbauten. Stall: Erdgeschoss massiv, Obergeschoss Fachwerk und Tür, beide Satteldächer. | 09242677 |
| Direkt Bild zu diesem Denkmal hochladen | Wohnstallhaus eines Dreiseithofes                                                                                                | Voigtlaider Straße 43 (Karte) | um 1800                   | Baugeschichtlich von Bedeutung, straßenraumprägender Fachwerkbau. Erdgeschoss massiv und entstellend verändert, straßenraumprägend. | 09242678 |
| Direkt Bild zu diesem Denkmal hochladen | Scheune und Wohnstallhaus eines Bauernhofes                                                                                      | Voigtlaider Straße 50 (Karte) | um 1800                   | Baugeschichtlich und sozialgeschichtlich von Bedeutung, Kleinbauernhof. | 09242679 |
| Direkt Bild zu diesem Denkmal hochladen | Scheune eines Bauernhofes | Voigtlaider Straße 51 (Karte) | um 1800                   | Baugeschichtlich und sozialgeschichtlich von Bedeutung, Kleinbauernhof. Straßenraumprägend | 09242680 |
| Direkt Bild zu diesem Denkmal hochladen | Scheune eines Bauernhofes | Voigtlaider Straße 52 (Karte) | 19. Jahrhundert           | Baugeschichtlich und wirtschaftsgeschichtlich von Bedeutung. Kleine Scheune | 09242681 |